# Knektagölen
Knektagölen är en sjö i Tingsryds kommun i Småland och ingår i Mörrumsåns huvudavrinningsområde.